# Die Million
Die Million (Originaltitel: Le Million) ist eine französische Filmkomödie mit Singspielelementen aus dem Jahr 1931. Als literarische Vorlage diente dem Regisseur und Drehbuchautor René Clair ein Bühnenstück von Georges Berr und Marcel Guillemaud.

## Handlung
Paris 1930: Der Künstler Michel Bouflette steckt in finanziellen Schwierigkeiten. Dies hält ihn jedoch nicht davon ab, mit der Amerikanerin Vanda zu flirten und ihr vorzugaukeln, er wäre vermögend und hätte einen Diener. Seine Verlobte Béatrice, die im gleichen Wohnhaus lebt, sieht das gar nicht gern und läuft wütend davon. Doch auch Vanda lässt ihn abblitzen. Als sich seine Gläubiger in seinem Wohnhaus versammeln und endlich ihr Geld haben wollen, geht er zu Béatrice, um sich bei ihr zu verstecken. Seine Verfolger bleiben ihm jedoch dicht auf den Fersen. Ein älterer Mann, der sich Großvater Tulipe nennt, wird ebenfalls verfolgt und findet bei Béatrice Unterschlupf. Er zieht sich eine alte Jacke von Michel an und bittet Béatrice, sie behalten zu dürfen.
Unterdessen erfährt Michel zu seiner großen Erleichterung, dass er in der holländischen Lotterie eine Million Gulden gewonnen hat. Sein Los befindet sich jedoch ausgerechnet in der Tasche seiner Jacke, mit der sich Großvater Tulipe gerade aus dem Haus schleicht. Béatrice geht derweil ins Theater, um als Ballerina einen Auftritt zu proben. Als sie nach Hause zurückkehrt, trifft sie auf Vanda, die zu Michel geeilt ist, nachdem sie gehört hatte, dass er Millionär geworden sei. Michel erfährt daraufhin, dass sich seine Jacke nicht länger in Béatrices Wohnung befindet. Sein Freund Prosper will ihm bei der Suche nach der Jacke helfen, besteht jedoch darauf, dass Michel den Gewinn mit ihm teilt. Béatrice fällt schließlich die Adresse wieder ein, die ihr Großvater Tulipe genannt hat, sollte er sich für ihre Hilfe eines Tages revanchieren können.
Großvater Tulipe hat indes die Jacke an den Opernsänger Ambrosio Sopranelli verkauft, der sie in einer Aufführung von Les Bohémiens tragen will. Als Michel Großvater Tulipe aufsucht und die Jacke zurückfordert, wird er von einem Polizisten für den kriminellen Tulipe gehalten und festgenommen. Als Prosper im Polizeirevier erscheint, um Michel zu identifizieren, tut er so, als würde er Michel nicht kennen. Während Prosper zu Vanda geht und ihr erzählt, demnächst sehr reich zu sein, wird Michel aus der Untersuchungshaft entlassen. Mit Béatrice geht er in die Oper, um Sopranelli die Jacke samt Lotterielos zu entwenden. Auch Prosper und Vanda versuchen sich daran. Sowohl Vanda als auch Béatrice gelingt es jedoch nicht, in Sopranellis Garderobe an die Jacke heranzukommen, ohne dass der Tenor es bemerkt. Als Vanda sich an Michel heranmacht, läuft Béatrice erneut davon. Michel folgt ihr und beide landen auf der Bühne, als die Vorstellung beginnt. Sie verstecken sich spontan hinter einer Requisite, wo sie sich miteinander versöhnen, während Sopranelli mit seiner Partnerin ein Duett vorträgt. 
Hinter den Kulissen erscheint auch Großvater Tulipe, der Béatrice verspricht, die Jacke für sie zu besorgen. In einer dramatischen Szene der Aufführung, als sich Sopranelli eine andere Jacke auszieht, befinden sich Michel, Prosper und mehrere von Tulipe instruierte Männer unter den Statisten, die nun allesamt der Jacke habhaft werden wollen und ihr dabei die Ärmel abreißen. Nach dem ersten Akt der Aufführung wird die eigentlich gesuchte Jacke im Tumult versehentlich zum Fenster hinausgeworfen. Sie landet auf dem Dach eines vorbeifahrenden Taxis. Ebendieses Taxi fährt Michel und Béatrice nach Hause. Als Michel die Jacke auf dem Autodach entdeckt, wird sie ihm von Großvater Tulipes Männern wieder abgenommen. In Michels Wohnung haben sich derweil seine Gläubiger und Nachbarn versammelt, um auf seine Kosten seinen Lotteriegewinn zu feiern. Als die Gläubiger endlich das Los sehen wollen, schickt sich Michel an, allen zu erzählen, dass er es nicht mehr hat. Im selben Moment kommt Großvater Tulipe mit der Jacke zur Tür herein. Das Los befindet sich jedoch nicht mehr in der Jackentasche. Als Großvater Tulipe das Los stattdessen aus seiner Jackentasche zieht, fällt Michel Béatrice glücklich in die Arme und alle beginnen, vergnügt zu tanzen.

## Hintergrund
Für Regisseur René Clair war Die Million nach Unter den Dächern von Paris der zweite Tonfilm seiner Karriere. Dabei legte er jedoch weniger Wert auf die Dialoge und versuchte vielmehr, den Ton für komödiantische Elemente und für die im Film vorgetragenen Lieder bestmöglich zu verwenden.
Die Million wurde am 15. April 1931 in Paris uraufgeführt. Am 12. Mai 1931 kam der Film auch in die deutschen Lichtspielhäuser. Am 18. April 1984 wurde er erstmals im deutschen Fernsehen vom NDR gezeigt.

## Kritiken
Mordaunt Hall von der New York Times lobte die Besetzung und war der Auffassung, dass Die Million „weit brillanter“ sei als Clairs Unter den Dächern von Paris. Egal wie man den Film auch bezeichne, ob als „musikalische Farce oder melodische Operette“, biete er „spritzige Unterhaltung“. Es handle sich um „eine Mischung aus Farce, Burlesque, Travestie und Satire“, die mit „geistreichem Witz“ vollendet worden sei. Variety beschrieb den Film seinerzeit als „fantasievoll“ und „sehr unterhaltsam“. Die Regie, die Kameraarbeit und auch der Ton seien „exzellent“.
Der Filmkritiker Leonard Maltin bezeichnete den Film rückblickend als „charmantes, drolliges und innovatives Juwel von Clair“. Der Film mache „heute noch genauso viel Spaß, wie bei seiner Erstveröffentlichung“. Für das Lexikon des internationalen Films war Die Million „[e]in komödiantisches Singspiel, das auch heute noch mit heiterer Ironie und schwereloser Poesie fesselt und sich durch seinen zeitlos humanen Geist auszeichnet“. Cinema zufolge bereite der Film „[g]rößtes Vergnügen mit einfachsten Mitteln“.